# The Cleansing
The Cleansing – debiutancki album amerykańskiego zespołu deathcore'owego Suicide Silence wydany 18 września 2007 przez wytwórnię Century Media Records. W zestawieniu Billboard 200 uplasował na 94. pozycji, sprzedając się  w ciągu pierwszego tygodnia w ok. 7 300 egzemplarzach, co czyni go najlepiej sprzedającym się albumem debiutanckim w historii Century Media Records.

## Lista utworów
Wszystkie teksty zostały napisane przez Mitcha Luckera; cała muzyka jest skomponowana przez Suicide Silence.
1. "Revelations (Intro)" – 0:33
2. "Unanswered" – 2:15
3. "Hands of a Killer" – 4:14
4. "The Price of Beauty – 2:46
5. "The Fallen" – 4:07
6. "No Pity for a Coward" – 3:12
7. "The Disease" – 4:22
8. "Bludgeoned to Death" – 2:34
9. "Girl of Glass" – 2:52
10. "In a Photograph" – 4:32
11. "Eyes Sewn Shut" – 2:58
12. "Green Monster" – 5:49
13. "Destruction of a Statue" (ukryty utwór) – 3:44

Utwór bonusowy w brytyjskiej wersji
1. "A Dead Current" – 3:38

## Twórcy
| Wykonawcy - Mitch Lucker – wokal - Chris Garza – gitara - Mark Heylmun – gitara - Mike Bodkins – gitara basowa - Alex Lopez – perkusja Dodatkowi muzycy - Nate Johnson (Fit for an Autopsy) – dodatkowy wokal w utworze "Destruction of a Statue" |  | Produkcja - John Travis – produkcja, inżynieria dźwięku - Richard Robinson – pod-inżynieria - Tue Madsen – miksowanie, mastering w Antfarm Studio w Danii - Dave McKean – ilustracja i projekt okładki |